# Етнопсихоанализа
Етнопсихоанализата е термин, свързан най-вече с работата на Жорж Дьоврьо. Тя е сбор от различни науки като етнопсихиатрия, психоанализа, културна антропология, културализъм, народопсихология, транскултурна психиатрия, психоаналитична антропология и медицинска антропология.
Етнопсихоанализата датира от книгата на Зигмунд Фройд „Тотем и табу“. Паул Парин, неговата съпруга Голди Парин-Матей и Фриц Моргенхалер я доразвиват въз основа на психоаналитичните изследвания в Африка сред племената на догоните и Агни.